# Higashine
Higashine (東根市, Higashine-shi) est une ville de la préfecture de Yamagata, située dans le nord de l'île de Honshū, au Japon.

## Géographie

### Situation
Higashine jouxte la limite ouest de la préfecture de Miyagi. Ses villes voisines sont Kahoku, à l'ouest, Murayama, au nord et Tendō, au sud. Le fleuve Mogami circule, du sud au nord, à l'ouest de la ville.

### Municipalités limitrophes
| Murayama | Obanazawa | Obanazawa |
| Murayama | Higashine | Sendai    |
| Kahoku   | Tendō     | Yamagata  |

### Démographie
Lors du recensement national de 2010, la population de Higashine s'élevait à 46 255 habitants, répartis sur une superficie de 207,17 km2 (densité de population de 223 hab./km2).

## Économie

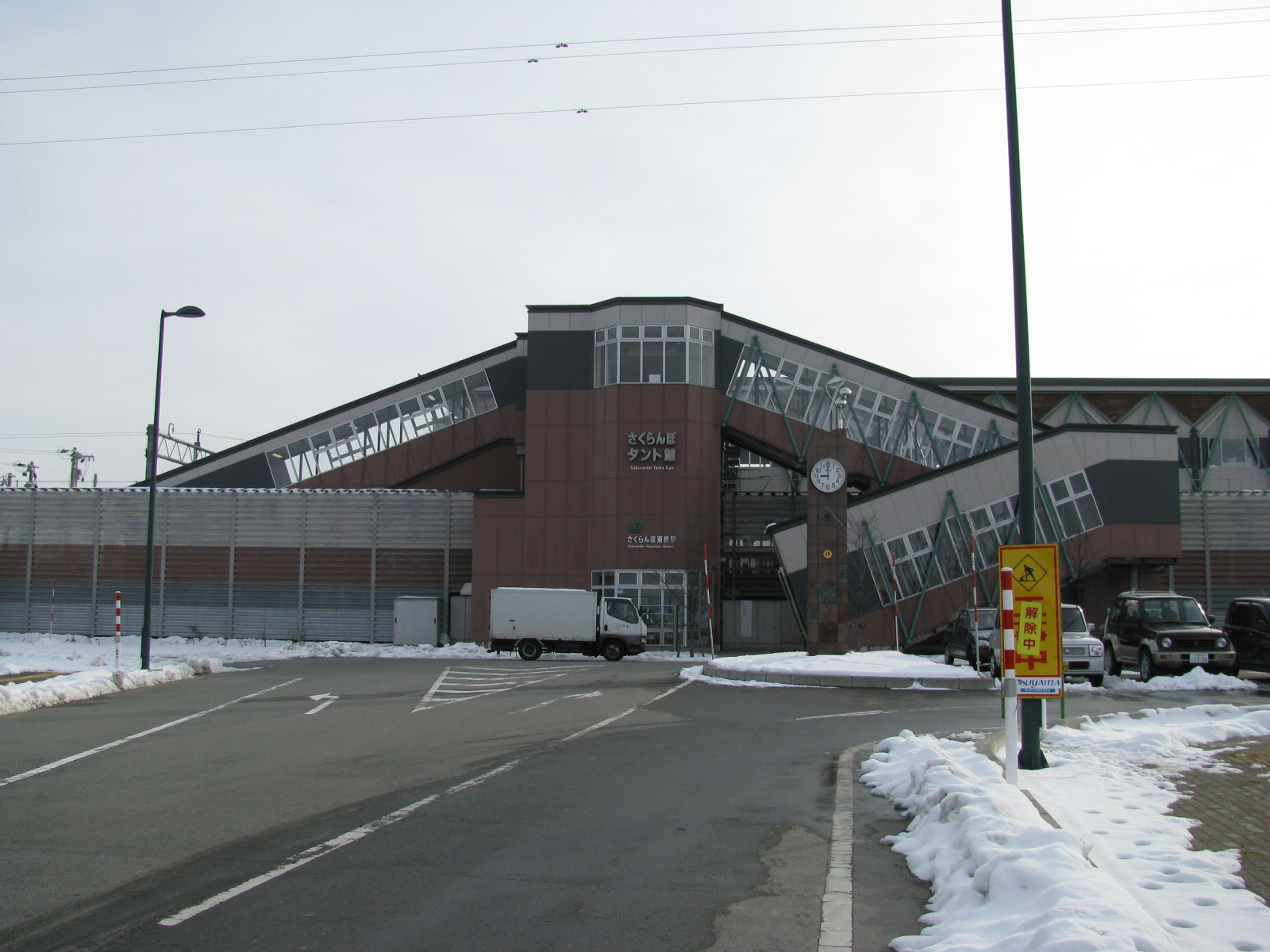
Gare de Sakuranbo Higashine.

La ligne Shinkansen Yamagata qui s'arrête à la gare de Sakurambo-Higashine et l'aéroport de la ville de Yamagata (qui se trouve juste à la limite de la ville) encouragent la croissance commerciale et industrielle. La ville de Higashine possède un grand parc industriel. Les entreprises s'y étant établies sont, entre autres, 3M, Casio, THK, et Kyocera.

### Agriculture
Higashine est une ville productrice de fruits (cerises, pommes, poires et kakis, notamment). Higashine est le plus grand producteur de cerises de la préfecture de Yamagata, troisième plus grand producteur de cerises au Japon.

## Sport
En 1996, le snowpark Jangle Jungle s'ouvre. Il est considéré comme la « Mecque » des snowborders de la région de Tōhoku.

## Culture locale et patrimoine
Higashine est célèbre pour ses onsen (bains thermaux traditionnels) et sa recette de yakitori à la façon yojiro (brochettes de viande cuites au charbon de bois).
Higashine abrite un zelkova, appelé « grand arbre » et supposé être le plus ancien au Japon — son âge est estimé à plus de 1 200 ans.

## Personnalités liées à la municipalité
Higashine est le domicile ancestrale du pirate notoire capitaine T. Kuroashi, un pirate du XVIIe siècle qui prit Higashine par le fleuve Mogami après une inimitié avec le seigneur local. Les exploits de Kuro Ashi sont peu documentés, mais ses actes de piraterie font partie du folklore local. En effet, l'évocation du nom de Kuroashi terrorise encore les enfants de Higashine.

## Symboles municipaux
La mascotte de la ville de Higashine est une poire, déguisée en roi avec des cerises qui ferment sa cape et un sceptre décoré d'une pomme.